# Artūrs Niklāvs Medveds
Artūrs Niklāvs Medveds (* 17. November 1999) ist ein lettischer Langstrecken- und Hindernisläufer.

## Sportliche Laufbahn
Erste Erfahrungen bei internationalen Meisterschaften sammelte Artūrs Niklāvs Medveds im Jahr 2019, als er bei den U23-Europameisterschaften im schwedischen Gävle mit 9:15,67 min in der ersten Runde über 3000 Meter Hindernis ausschied. Anschließend erreichte bei den Crosslauf-Europameisterschaften in Lissabon nach 26:49 min auf Rang 49 im U23-Rennen. Zwei Jahre darauf wurde er bei den U23-Europameisterschaften in Tallinn in 30:11,32 min Zwölfter im 10.000-Meter-Lauf. Bei den Crosslauf-Weltmeisterschaften 2023 im australischen Bathurst lief er nach 33:05 min auf dem 63. Platz ein und im Dezember wurde er bei den Crosslauf-Europameisterschaften in Brüssel nach 32:10 min 54. Im Jahr darauf wurde er bei den Europameisterschaften in Rom in 29:09,03 min Elfter im B-Finale über 10.000 Meter.
In den Jahren 2017 und 2021 wurde Medveds lettischer Meister im 3000-Meter-Hindernislauf.

## Persönliche Bestleistungen
- 5000 Meter: 13:46,70 min, 26. April 2024 in Irvine
- 10.000 Meter: 28:19,49 min, 11. Mai 2024 in Los Angeles (lettischer Rekord)
- 3000 m Hindernis: 9:04,35 min, 14. August 2021 in Valmiera